# Aires Formenterencs
Aires Formenterencs és un grup de música nascut a Formentera entre el 1988 i el 1989. La seva música parla sobre els costums de l'illa, els seus indrets, poemes antics i també dediquen cançons als pescadors de Formentera. A les seves cançons fan servir instruments tradicionals, com les castanyoles, el tambor, la flauta i l'espasí, junt amb altres de més moderns.

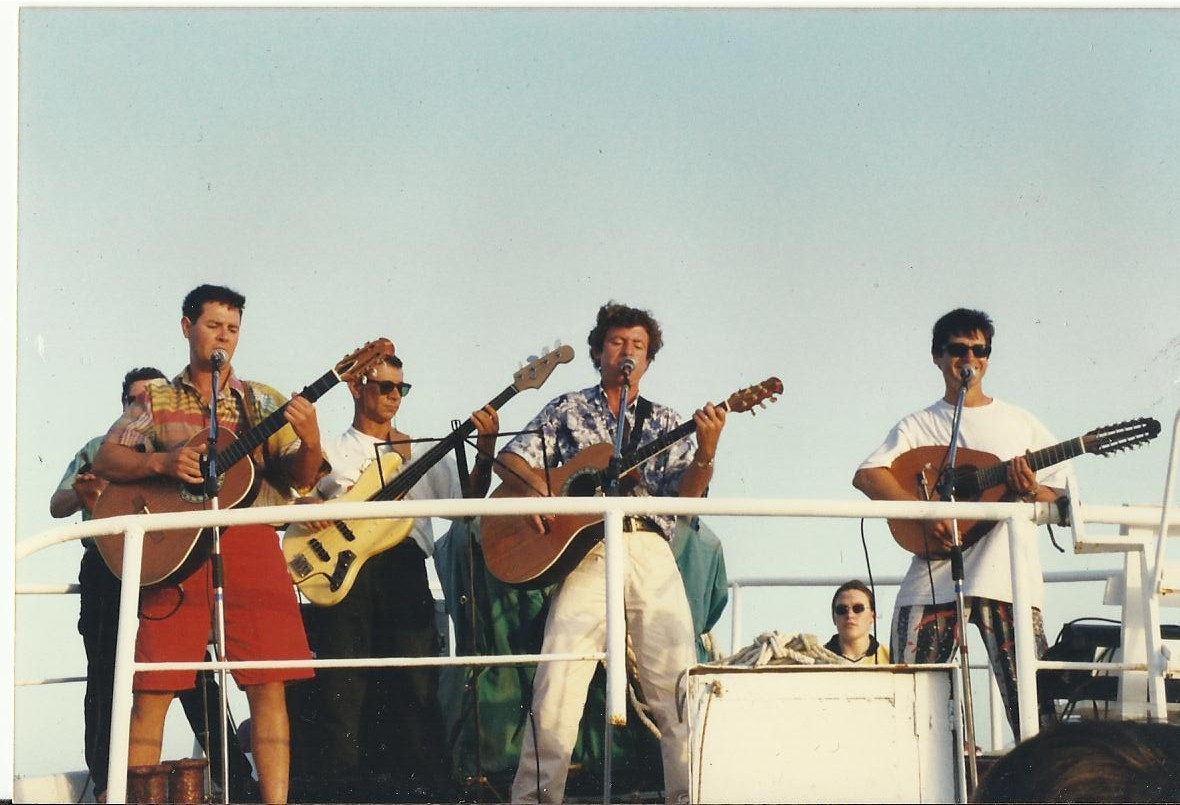
Aires Formenterencs

## Membres[2]
- Xumeu com a vocalista i guitarra acústica, (també toca: la flauta, el tambor i la mandolina); normalment és el compositor de la música.
- Xicu és la veu secundària del grup i s'encarrega de la guitarra clàssica i l'espasí. És el lletrista principal del grup i també el seu portaveu damunt l'escenari.
- Santi toca el llaüt, la guitarra, el tambor i les castanyoles, i també fa de tercera veu en algunes cançons.

## Recorregut del grup
Actualment el grup té cinc discs al mercat: el primer es titula "Mots i acords per penyora" i és de l'any 1991. Dos anys més tard varen gravar "Rosa, mar i falzia". L'àlbum següent, fet l'any 1997, ha estat el més conegut de tots, es titula "Pàgines enrere". "Illa endavant" va ser el seu següent disc l'any 2004. L'últim àlbum que han tret és "Ombresdllum" amb el seu primer single "Nineta el meu cor".
Generalment ells toquen en concerts locals com ara en festes a Formentera o Eivissa. Així i tot són coneguts als llocs de parla catalana com Catalunya.

## Actuacions
El 1991 a Palma, actuaren amb Marina Rossell a Pollença (Mallorca) i amb Joan Manuel Serrat a Formentera. El juny de 1992 varen representar les Pitiüses a l'Exposició Universal de Sevilla. L'Institut d'Estudis Eivissencs els va atorgar la Menció d'Honor Sant Jordi 1994.
El Govern ha aprovat el Decret per a la concessió dels Premis Ramon Llull que té com a objecte «honrar les persones naturals o jurídiques que hagin destacat en els serveis prestats a Balears i distingir els mèrits en l'àmbit cultural», i els Aires Formenterencs van ser premiats en una edició.

## Discografia[3]

### Mots i acords per penyora
1. La sirena
2. Sonet
3. Poema a un vell molí
4. Temps de pluja
5. Cançó d'acomiat
6. Visc a Formentera
7. El vigia
8. Amor mariner
9. Els gats de s'arraval
10. Dalt es puig den Francolí

### Rosa, mar i falzia
1. Història den Coua
2. El trobador
3. Frescor de la matinada
4. Pitiüses
5. Sonades de flaüta
6. Rosa, mar i falzia
7. El vetl·lador
8. Tornada
9. Cant a marina
10. Cançó des trec trec

### Pàgines enrere
1. Pàgines enrere
2. Ses germanes captives
3. Una cançó que no es cansa
4. Abstracta
5. Flor d'ametller
6. Càntics
7. Record de sa meua terra
8. Una cançó marinera
9. Junts
10. Vi d'aquí, vi allà
11. Sa história d'una garrafa

### Illa endavant
1. Sa cubana
2. Illa endavant
3. Per a tu, si véns
4. Plenitud
5. Sa història d'un torís
6. Les teves mans
7. La teva imatge
8. Els puputs d'en Pep d'en Mariano
9. La dansa de les flors
10. Sa calera

### Ombresdllum
1. Quan la lluna es veu dins migjorn
2. Nineta el meu cor
3. Visc a Formentera
4. El pou de llevant
5. Sal lluent
6. Presó a Formentera
7. Per una estrella perfecta
8. L'últim viatge
9. S'Estany des Peix
10. Es mussol
11. Es trep-a-trep